# Центральная Усадьба совхоза «Новоорский»
Центральная Усадьба совхоза «Новоорский» — село в Новоорском районе Оренбургской области, административный центр Приреченского сельсовета.

## География
Находится на юго-западной окраине районного центра поселка Новоорск.

## Климат
Климат резко континентальный. Среднегодовая температура воздуха составляет + 1,5-2,0 °С. Температура самого холодного месяца (января) около −17°С. Наиболее низкие температуры отмечаются преимущественно в декабре и январе. Самым теплым месяцем в году является июль (+21°С). Годовое количество осадков составляет от 300 до 350 мм год. Средняя дата установления снежного покрова 20-28 ноября, а средние сроки схода приходятся на первую половину апреля. Продолжительность безморозного периода 130—145 дней, продолжительность залегания снежного покрова 130—145 дней.

## История
Во время коллективизации в поселке Новоорск (ныне село) было организовано 3 колхоза: имени Кирова, «Красная Пресня» и имени Куйбышева. Затем мелкие колхозы слились в один крупный колхоз им Ленина (1956-58 годы). В 1961 году колхоз был реорганизован в совхоз «Новоорский». В 1976 году из Новоорского поссовета было выделено село "Центральная усадьба совхоза «Новоорский». В 1993 году совхоз был реорганизован в ОАО (ЗАО), затем в 2000 году в СПК «Новоорский».

## Население
Постоянное население составляло в 2002 году 1471 человек (65 % русские), 1352 человека в 2010 году.